# François-Joseph Dewandre

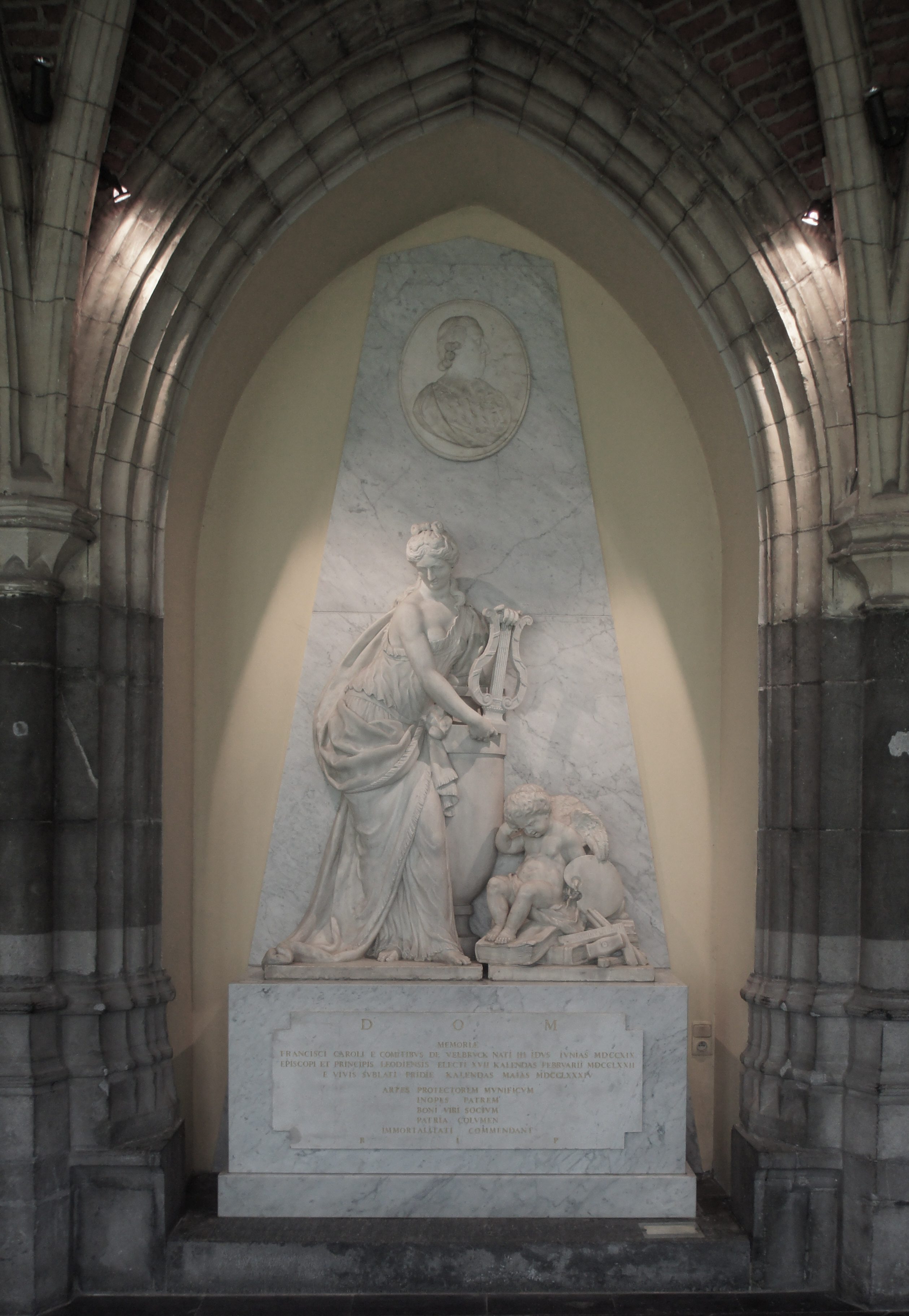
Mausoleo di François-Charles de Velbruck

François-Joseph Dewandre (Liegi, 4 settembre 1758 – Liegi, 29 giugno 1835) è stato un architetto e scultore belga.

## Biografia
Fu allievo di Guillaume Évrard e poi divenne direttore dell'Académie royale des beaux-arts de Liège avendo tra i suoi allievi Eugène Simonis.
Ottenne il prix de Rome per la scultura nel 1783. Nel 1800, fu il primo vice sindaco di Liegi e, nel 1805, propose di costruire un teatro al posto delle macerie della ex cattedrale di Saint Lambert.

## Opere
- La sua opera principale fu il mausoleo del principe vescovo François-Charles de Velbruck.